# Yan Wengang
Yan Wengang (Tientsin, 1º luglio 1997) è uno skeletonista cinese, vincitore di una medaglia di bronzo nello skeleton singolo alle Olimpiadi invernali di Pechino 2022, nonché primo cinese a essere medagliato in questa specialità.

## Palmarès

### Olimpiadi
- 1 medaglia:
  - 1 bronzo (singolo a Pechino 2022)[4]

### Coppa del Mondo
- Miglior piazzamento in classifica generale nel singolo: 11º nel 2022/23.